# Jean-Marie Floch
Pour les articles homonymes, voir Floc'h.
Jean-Marie Floch est né le 9 novembre 1947 et mort le 10 avril 2001,. Docteur en sciences sociales (Paris I, 1976), il fut l’un des collaborateurs d’Algirdas Julien Greimas au sein du Groupe de recherches sémio-linguistiques (EHESS-CNRS), groupe qu'il a dirigé pendant quelques années. Il a consacré l’essentiel de ses travaux à l’étude des langages visuels et de la sémiotique visuelle. Parallèlement à une activité de consultant (notamment pour l'institut IPSOS), il enseignait à l’ESSEC et à l’Institut d'études politiques de Paris, et avait enseigné à l’Ecole d’Architecture de Versailles.